# Досаево
Доса́ево (чув. Тусай) — деревня в Красноармейском муниципальном округе Чувашской Республики.

## География
Расстояние до Чебоксар 69 км, до районного центра — села Красноармейское — 11 км, до железнодорожной станции 23 км.

## История
Деревня Досаево появилась как одно из убеевских дочерних селений: согласно преданиям, ещё в XIV веке чуваши, покинувшие Закамье из-за монголо-татарских разорений, основали Убеево (чув. Упи):61, от него выделились деревни и выселки, которые образовали, уже после вхождения в состав России, четыре янмурзинских общества. 

Образование убеевских дочерних селений происходило в XVI—XIX веках, об этом сохранилось много преданий. В начале XX века в четырёх янмурзинских обществах состояло около двадцати селений, в старинном чувашском названии которых обязательно присутствовало слово Упи: село Убеево (Упи, Мӑн Упи, Чиркӳллĕ Упи, Çавалкасси Упи), Синьял-Убеево (Çĕньял Упи), <…> Янмурзино (Янмурçи, Четверти Упи, Çинçе Кĕпер Упи), Досаево (Тусай, Тусай Упи), Шимарово (Шӑмар, Шӑмар Упи; в 1964 году слито с дер. Досаево), Кирегаси (Кĕрекаç, Кĕрекаç Упи), Серткасы (Çурткасси, Çурткас Упи).— Чувашские исторические предания:146
Деревня Досаево известна по документу 1621/1622 года, когда её жители выступили зачинателями нескольких деревень в бассейнах Булы и Карлы: 

В 1621/22 г. ясачные чуваши дд. Янмурзино и Досаево Убеевской волости Цивильского уезда (ныне Красноармейского района) оформили на оброк 1200 дес. пашни и 400 дес. сенокоса в бассейне Большой Булы, речек Юхмы и Оборжи.— Чувашия в эпоху феодализма

## Население
| 2010 | 2012 |
| ---- | ---- |
| 367  | ↗390 |

Число дворов и жителей:
- 1979 — 198 дворов, 550 чел.;
- 2002 — 166 дворов, 402 человека: 193 мужчины, 209 женщин;
- 2010 — 138 частных домохозяйств, 367 чел.: 187 мужчин, 180 женщин[2].

По данным Всероссийской переписи населения 2002 года в деревне проживали 402 человека, преобладающая национальность — чуваши (99%).

## Инфраструктура
Имеются фельдшерско-акушерский пункт, стадион, 2 магазина.

Улицы: Зелёная, Комсомольская, Новая, Пролетарская, Речная, Советская, Чувашия. Переулки: Зелёный, Кузнечный.

## Памятники и памятные места
- Памятник воинам, павшим в Великой Отечественной войне[8].

## Люди
Михайлов, Александр Ефимович